# Ibi (fiume)
Il fiume Ibi (揖斐川 Ibi-gawa?) è un corso d'acqua principale appartenente al sistema idrografico del Kiso che attraversa le prefetture di Gifu e di Mie.

## Caratteristiche
La sorgente del fiume è situata sul monte Kanmuri nella cittadina di Ibigawa, distretto di Ibi, prefettura di Gifu. Il corso d'acqua fluisce principalmente in direzione sud. Durante il percorso, scorre per un tratto parallelamente al Kiso e al Nagara, nei pressi della città di Kuwana nella prefettura di Mie confluisce nel Nagara e sfocia nella baia di Ise.